# 中川机场站
中川机场站位于中国兰州市皋兰县中川镇，于2015年9月30日启用，为兰州局集团管辖的兰中城际铁路的一座铁路车站，主要服务于往来兰州中川国际机场的旅客。车站距离机场T1航站楼200米处，T2航站楼正对面，是中国大陆一座空铁联运铁路车站。2025年3月20日，为配合兰州中川国际机场T1T2航站楼停用，本站停止运营，客运业务移至中川机场东站。

## 周边
- 兰州中川国际机场

## 历史
2015年4月17日，车站开工。
2015年7月31日，车站地下结构封顶。
2015年8月20日，钢结构封顶。
2015年9月15日，车站开始试运营。
2015年9月30日，车站随兰中城际铁路开通而投入使用。
2025年3月20日，随着中川机场T1、T2航站楼停运，车站停运。随着中川机场T3航站楼启用，中川机场东站同时启用。